# Upphärads landskommun
Upphärads landskommun var en tidigare kommun i dåvarande Älvsborgs län.

## Administrativ historik
Kommunen bildades  i Upphärads socken i Flundre härad i Västergötland när 1862 års kommunalförordningar trädde i kraft.
Vid kommunreformen 1952 uppgick den i Flundre landskommun som upplöstes 1971 då denna del uppgick i Trollhättans kommun. 

## Politik

### Mandatfördelning i Upphärads landskommun 1938-1946
| 7 | 5 | 3 |

| 15 |

| 6 | 7 | 2 |

| 15 |

| 6 | 7 | 2 |

| 14 |